# نیکولو جوملی
نیکولو جوملی (به ایتالیایی: Niccolò Jommelli) آهنگساز اهل ایتالیا بود که در آورسا متولد شد و در ناپل درگذشت. اکثر کارهای او در امپراتوری مقدس روم و فرانسه ساخته شدند، او تغییرات مهمی در اپرا ایجاد کرد.